# Bisce
Bisce je přírodní rezervace v oblasti Vihorlat.
Nachází se v katastrálním území obcí Horovce a Vojčice v okrese Trebišov a v okrese Michalovce v Košickém kraji. Území bylo vyhlášeno či novelizováno v roce 2007 na rozloze 28,01 ha. Ochranné pásmo nebylo stanoveno.